# Wybory do Kongresu Stanów Zjednoczonych w 2010 roku
Wybory do Kongresu USA w 2010 roku – odbyły się 2 listopada 2010. Wybrany został cały skład Izby Reprezentantów i jedna trzecia Senatu.
Wybierano 37 senatorów i gubernatorów. Zgodnie z konstytucją kadencja Izby Reprezentantów wynosi 2 lata. Wybory odbywają się w jednomandatowych okręgach. Chociaż 2 listopada był oficjalnym dniem głosowania, Amerykanie głosowali od kilku tygodni przed wyborami w systemie tzw. wczesnego głosowania.
Wybory traktowano jako test poparcia dla prezydenta Baracka Obamy.

## Programy partii
Głównym tematem kampanii były sprawy ekonomiczne. Sytuacja gospodarcza nie daje powodów do optymizmu: tegoroczny wzrost PKB nie przekroczy 2%, bezrobocie utrzymuje się na poziomie 9,6%., zaś efektem wartego prawie 800 mld dol. planu stymulacyjnego jest zwiększenie deficytu budżetowego. Zaangażowany w kampanię wyborczą prezydent Obama obiecuje, że do końca jego kadencji deficyt ograniczy do 3% PKB, ale nie przedstawił jak dotąd żadnych konkretnych działań. Ponadto niektóre osoby z otoczenia prezydenta mówią o konieczności wprowadzenia kolejnego pakietu stymulującego w celu zmniejszenia bezrobocia.
W celu zmniejszenia bezrobocia Republikanie proponują wprowadzenie ulg podatkowych dla małych przedsiębiorstw. Opozycja zapowiada również przedłużenie przyjętych za prezydentury George’a Busha ulg podatkowych dla wszystkich, a nie tylko dla osób zarabiających poniżej 250 tys. USD rocznie, jak chciałby rząd. Republikanie postulują zmniejszenie deficytu budżetowego poprzez zablokowanie niewydanych dotąd pieniędzy z pakietu stymulującego oraz wprowadzenie sztywnych limitów na niektóre wydatki.

## Wstępne wyniki
Sondaże wskazują na zdobycie większości przez Partię Republikańską w Izbie Reprezentantów, być może Partia Demokratyczna utrzyma większość w Senacie. Swoich reprezentantów do Kongresu wystawiła po raz pierwszy TEA Party.

### Izba Reprezentantów
| Partia       | Lider        | Liczba reprezentantów (przed wyborami) | Liczba reprezentantów (po wyborach) | Zmiana |
| ------------ | ------------ | -------------------------------------- | ----------------------------------- | ------ |
| Demokraci    | Nancy Pelosi | 255                                    | 192                                 | 63     |
| Republikanie | John Boehner | 178                                    | 239                                 | 61     |
| Niezależni   |              | 1                                      |                                     |        |

### Senat
| Partia       | Lider           | Liczba senatorów (przed wyborami) | Liczba senatorów (po wyborach) | Zmiana |
| ------------ | --------------- | --------------------------------- | ------------------------------ | ------ |
| Demokraci    | Harry Reid      | 58                                | 53                             | 5      |
| Republikanie | Mitch McConnell | 41                                | 47                             | 6      |
| Niezależni   |                 | 2                                 |                                |        |